# Flers-en-Escrebieux
Pour les articles homonymes, voir Flers et Escrebieux (homonymie).
Flers-en-Escrebieux [flɛʁs ɑ̃.n‿ɛskʁəbjø] est une commune française, située dans le département du Nord en région Hauts-de-France. Elle fait partie de l'agglomération du Douaisis.
Les habitants de la commune sont les Flersois.

## Géographie

### Localisation
Flers-en-escrebieux est une commune des Hauts de France, située entre Douai et Auby le long de l'autoroute A21 qui relie Aix-Noulette à Douchy-les-Mines. Son altitude moyenne est de 23 mètres environ.

### Hameaux et écarts
À l'origine trois hameaux distincts, Flers centre, Pont de la Deûle et le Villers aujourd'hui ces hameaux ont été rattachés par Flers-en-Escrebieux .

### Communes limitrophes
| Courcelles-lès-Lens | Auby                |                |
| Esquerchin          | Flers-en-Escrebieux | Roost-Warendin |
| Lauwin-Planque      |                     | Douai          |

### Hydrographie

#### Réseau hydrographique
La commune est située dans le bassin Artois-Picardie. Elle est drainée par le canal de la Deûle, l'Escrebieux, la Raches Amont Ouest, le Courant Brunel, le fossé des Asturies, le Fossé des Deux Bières et divers autres petits cours d'eau,.
Le canal de la Deûle est un canal, chenal navigable, d'une longueur de 59 km, prend sa source dans la commune de Douai et se jette  dans la Lys à Deûlémont, après avoir traversé 40 communes. 

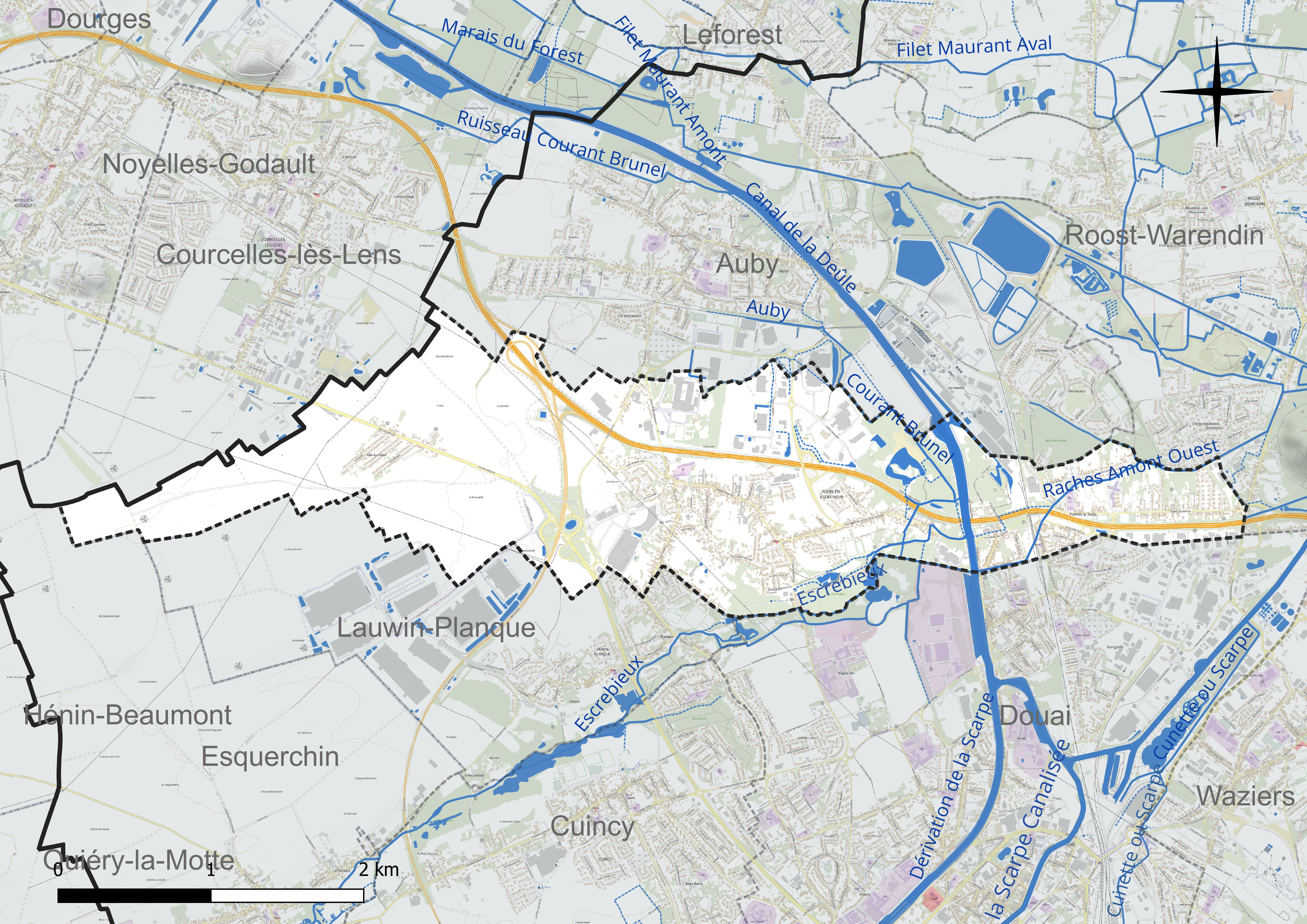
Réseau hydrographique de Flers-en-Escrebieux.

L'Escrebieux, d'une longueur de 12 km, prend sa source dans la commune de Izel-lès-Équerchin et se jette  dans le canal de la Deûle sur la commune, après avoir traversé sept communes. 

#### Gestion et qualité des eaux
Le territoire communal est couvert par le schéma d'aménagement et de gestion des eaux (SAGE) « Marque Deûle ». Ce document de planification concerne un territoire de 1 120 km2 de superficie, délimité par les bassins versants de la Marque et de la Deûle, formant une vaste cuvette sédimentaire de 40 km de long et de 25 km de large, où la pente est très faible. Le périmètre a été arrêté le 2 décembre 2005 et le SAGE proprement dit a été approuvé le 9 mars 2020. La structure porteuse de l'élaboration et de la mise en œuvre est la Métropole européenne de Lille. 
La qualité des cours d'eau peut être consultée sur un site dédié géré par les agences de l'eau et l'Agence française pour la biodiversité. 

### Climat
Pour des articles plus généraux, voir Climat des Hauts-de-France et Climat du Nord.
En 2010, le climat de la commune est de type climat océanique dégradé des plaines du Centre et du Nord, selon une étude du CNRS s'appuyant sur une série de données couvrant la période 1971-2000. En 2020, Météo-France publie une typologie des climats de la France métropolitaine dans laquelle la commune est exposée à un climat océanique et est dans la région climatique  Nord-est du bassin Parisien, caractérisée par un ensoleillement médiocre, une pluviométrie moyenne régulièrement répartie au cours de l'année et un hiver froid (3 °C). 
Pour la période 1971-2000, la température annuelle moyenne est de 10,6 °C, avec une amplitude thermique annuelle de 14,5 °C. Le cumul annuel moyen de précipitations est de 682 mm, avec 11,6 jours de précipitations en janvier et 8,6 jours en juillet. Pour la période 1991-2020, la température moyenne annuelle observée sur la station météorologique la plus proche, située sur la commune de Douai à 3 km à vol d'oiseau, est de 11,0 °C et le cumul annuel moyen de précipitations est de 729,2 mm,. Pour l'avenir, les paramètres climatiques de la commune estimés pour 2050 selon différents scénarios d'émission de gaz à effet de serre sont consultables sur un site dédié publié par Météo-France en novembre 2022.

## Urbanisme

### Typologie
Au 1er janvier 2024, Flers-en-Escrebieux est catégorisée ceinture urbaine, selon la nouvelle grille communale de densité à sept niveaux définie par l'Insee en 2022.
Elle appartient à l'unité urbaine de Douai-Lens, une agglomération inter-départementale regroupant 67  communes, dont elle est une commune de la banlieue,,. Par ailleurs la commune fait partie de l'aire d'attraction de Douai, dont elle est une commune de la couronne,. Cette aire, qui regroupe 61 communes, est catégorisée dans les aires de 50 000 à moins de 200 000 habitants,.

### Occupation des sols
L'occupation des sols de la commune, telle qu'elle ressort de la base de données européenne d'occupation biophysique des sols Corine Land Cover (CLC), est marquée par l'importance des territoires artificialisés (66,5 % en 2018), en augmentation par rapport à 1990 (47,3 %). La répartition détaillée en 2018 est la suivante : 
zones urbanisées (34 %), terres arables (33,5 %), zones industrielles ou commerciales et réseaux de communication (16,6 %), espaces verts artificialisés, non agricoles (15,9 %). L'évolution de l'occupation des sols de la commune et de ses infrastructures peut être observée sur les différentes représentations cartographiques du territoire : la carte de Cassini (XVIIIe siècle), la carte d'état-major (1820-1866) et les cartes ou photos aériennes de l'IGN pour la période actuelle (1950 à aujourd'hui).

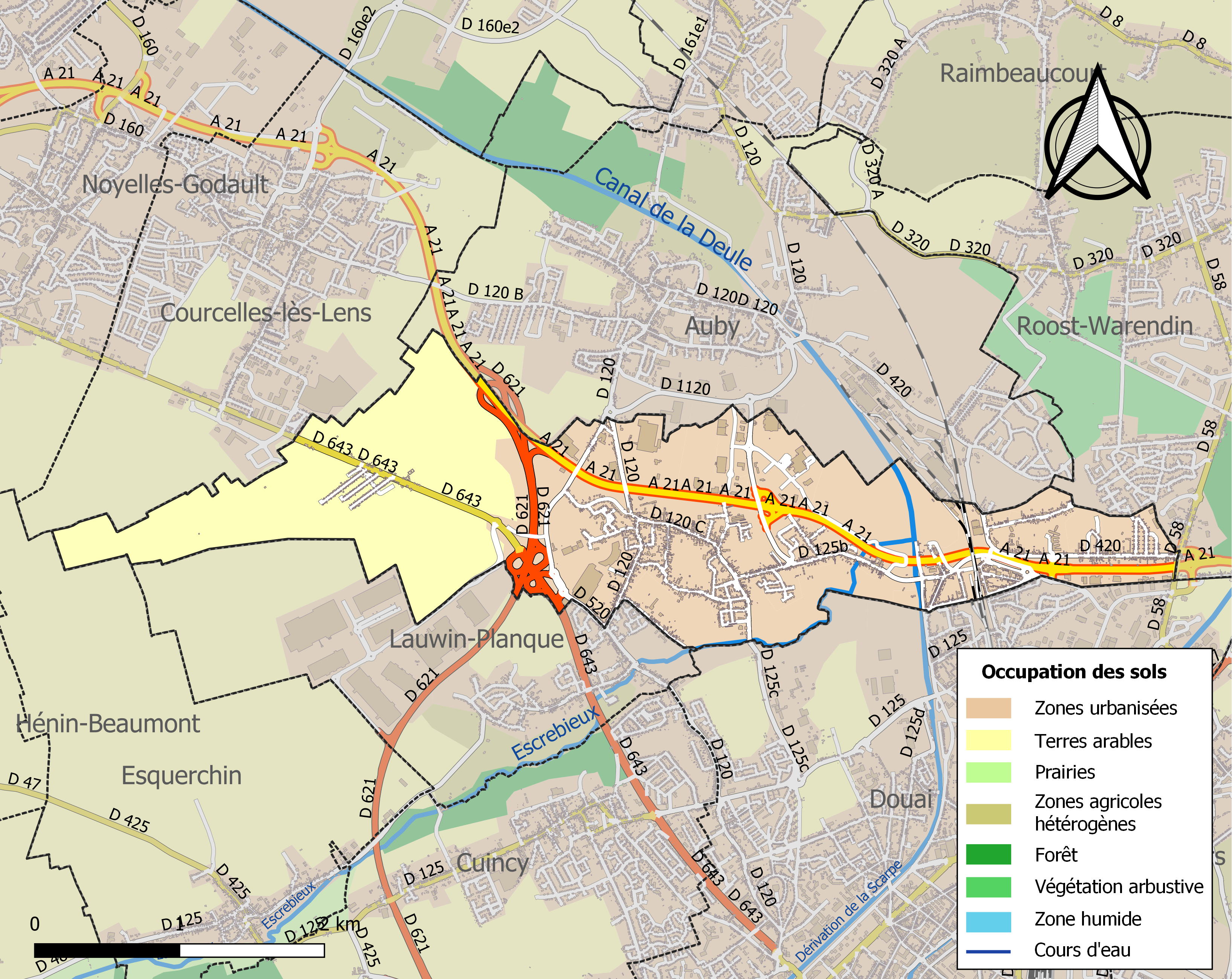
Carte des infrastructures et de l'occupation des sols de la commune en 2018 (CLC).

### Voies de communication et transports
La gare de Pont-de-la-Deûle, sur la ligne de Paris-Nord à Lille, qui se trouve dans la commune, est desservie par le réseau TER Hauts-de-France et permet de relier Lille, Douai et Valenciennes. Depuis la gare de Douai on peut prendre un TGV, et se rendre à Paris en 1 heure, Bruxelles en 1 heure 40.
La commune est desservie par les lignes 2, 5, 6 et 110 du réseau urbain Évéole, la ligne 853 du réseau interurbain Arc-en-Ciel 2 ainsi que par la ligne 413 du réseau interurbain du Pas-de-Calais.

## Toponymie
Le nom de Flers est attesté au Xe siècle.
Il s'agit d'un type toponymique commun dans le Nord de la France : Flers (Somme), Fles 1030, Flers XIIIe siècle), Flers (Nord II, Fles 1066, Flers 1273), Flers (Pas-de-Calais) et Flers (Orne). La localisation dans le Nord de la France incite les spécialistes à proposer l'étymon germanique (vieux bas francique) *hlar qui signifie « terrain marécageux, friche ou vaine pâture », à l'origine de l'ancien français larris, d'où le français lairis.
Le déterminant complémentaire de en-Escrebieux, rivière qui traverse la ville du même nom, fut ajouté au début du XXe siècle.
En 1938, Flers est renommée en Flers-en-Escrebieux.

## Histoire
Flers-en-Escrebieux est depuis longtemps habité. Lors de fouilles archéologiques sur la commune des objets préhistoriques ont été retrouvés. Le plus ancien objet a été découvert en 1884, il s'agit d'une hache de silex poli ou de bronze, emmanché d'un bois de cerf. D'autres objets ont été découverts datant d'avant la création de la ville comme des vases et une urne romaine, un cimetière Gallo-Romain et une nécropole Mérovingienne datant des VIe et VIIe siècles.
Flers fut fondée en 972. La commune était un bourg de terre agricole et de marais.
Au Moyen Âge, la superficie de la commune était plus importante, à cette époque Flers comprenait Lauwin (aujourd'hui Lauwin Planque), Le Bellou aujourd'hui disparu, Auby et le hameau de Bellefouriére aujourd'hui rattaché à la ville de Roost-Warendin. Ce territoire de Flers était découpé en 6 seigneuries, 3 laïques et 3 religieuses.
Au XVIIe siècle, pendant des guerres de Révolution qui opposaient les Français aux Espagnols, Flers fut saccagé par ces deux armées.
En 1710 lors du siège de Douai pendant la guerre de succession d'Espagne, Flers fut pillée par l'armée française du roi Louis XIV.
Grâce à la création de réseaux de drainage (fossés et aqueducs) la superficie marécageuse se fut de plus en  plus petite au fil des siècles et laissa de plus en plus de terre exploitables.

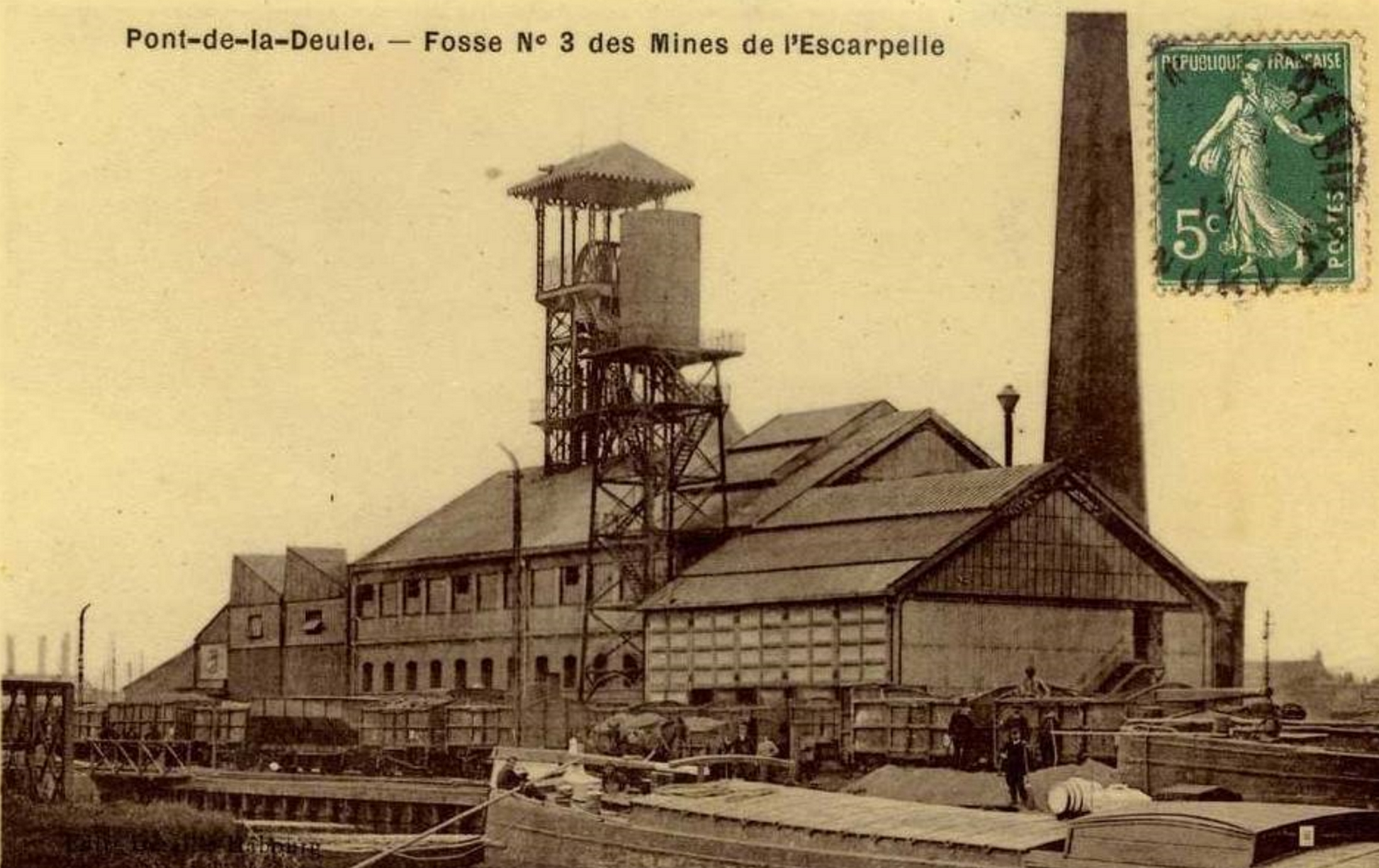
Charbonnage à Pont de la Deûle

Au cours des XIXe et XXe siècles, deux nouveaux hameaux voient le jour: Pont de la Deûle et le Villers. Ces hameaux se développent grâce à l'activité de l'industrie charbonnière, en ce qui concerne Pont de la Deûle, grâce au chemin de fer, dont la ligne de Paris-Nord à Lille ouvre en 1846 et à l'exploitation minière (Compagnie des mines de l'Escarpelle)  en plus des houillères , de ses canaux et de son marché.
Pendant la Première Guerre mondiale, la ville subit de nombreux dégâts. L'église de la commune est complètement détruite et de nombreuses habitations fut aussi ravagée .
Pendant l'entre deux guerres, une reconstruction de la ville fut engagée. Entre 1923 et 1926, l'église fut entièrement reconstruite.
Pendant la Seconde Guerre mondiale, comme dans beaucoup de villes et de villages, de nombreuses personnes ont fait acte de résistance. De nombreux flersois et flersoises ont été déportés ou fusillés pendant cette guerre pour des faits de résistance. Des habitants du hameau de Pont de la Deule ont écrit une musique sur le sujet de l'occupation autour du piano d'un bar de ce hameau.
En 1974, l'Imprimerie nationale installe un site sur la commune de Flers-en-Escrebieux
En 1983, l'enseigne Rond-point s'implante sur la commune et quelques années plus tard, Carrefour rachète l'enseigne dans la région et crée une zone commerciale autour de son magasin.
Depuis les années 2000, la création d'une Zone d'Activité a vu le jour sur la commune, à proximité de l'autoroute et des marais des Prés Loribe
Le parc éolien de l'Escrebieux, également sis sur Esquerchin et Courcelles-lès-Lens, est construit à partir d'octobre 2020 pour une mise en service en 2021

## Politique et administration

### Rattachements administratifs et électoraux
La commune se trouve dans l'arrondissement de Douai du département du Nord. Pour l'élection des députés, elle fait partie depuis 2012 de la dix-septième circonscription du Nord.
Elle faisait partie de 1801 à 1991 du canton de Douay-Ouest, année où elle intègre le canton de Douai-Nord-Est. Dans le cadre du redécoupage cantonal de 2014 en France, la commune est désormais rattachée au canton de Douai.

### Intercommunalité
La commune est membre de la communauté d'agglomération du Douaisis, créée en 2002, et qui a pris en 2019 le nom de communication de Douaisis Agglo.

### Tendances politiques et résultats
Lors du premier tour des élections municipales le 15 mars 2020, vingt-neuf sièges sont à pourvoir ; on dénombre 3 561 inscrits, dont 1 256 votants (35,27 %), 33 votes blancs (2,63 %) et 1 133 suffrages exprimés (90,21 %). La liste conduite par Jean-Jacques Peyraud, étiquetée divers droite, menée par le maire sortant recueille l'intégralité des suffrages exprimés, étant la seule à se présenter,.

### Liste des maires
| Période                                  | Période                   | Identité                   | Étiquette         | Qualité |
| ---------------------------------------- | ------------------------- | -------------------------- | ----------------- | --- |
| Les données manquantes sont à compléter. |                           |                            |                   | |
| décembre 1792                            | août 1803                 | Louis Marquette            |                   | |
| août 1803                                | avril 1805                | Pierre Joseph Raoult       |                   | |
| avril 1805                               | juin 1816                 | Charle Desmontier          |                   | |
| juin 1816                                | août 1825                 | François Delattre          |                   | |
| août 1825                                | décembre 1826             | Pierre Phillipe Carmin     |                   | |
| décembre 1826                            | septembre 1830            | Ghislain Marquette         |                   | |
| septembre 1830                           | janvier 1835              | Philipe Charles Desmoutier |                   | |
| janvier 1835                             | juillet 1852              | Ghislain Marquette         |                   | |
| juillet 1852                             | août 1860                 | Clovis Aligard             |                   | |
| août 1860                                | janvier 1873              | Grégoire Marquette         |                   | |
| février 1873                             | mai 1888                  | Albert Carlier             |                   | |
| mai 1888                                 | mai 1896                  | Alexandre Marquette        |                   | |
| mai 1896                                 | avril 1898                | Mary Amard Voreux          |                   | |
| juin 1898                                | mai 1900                  | Alphonse Pasquet           |                   | |
| mai 1900                                 | juillet 1903              | Benjamin Sellier           |                   | |
| juillet 1903                             | mai 1904                  | Eugène Tilmant             |                   | |
| mai 1904                                 | septembre 1914            | Alphonse Pasquet           |                   | |
| septembre 1914                           | janvier 1919              | Louis Carlier              |                   | Nommé maire provisoire en raison de la mobilisation du maire titulaire                                                                                           |
| janvier 1919                             | décembre 1919             | Alphonse Pasquet           |                   | |
| décembre 1919                            | octobre 1944              | Ernest Danat               |                   | 13 octobre 1944 : Dissolution du Conseil Municipal, installation d'une délégation Municipale                                                                     |
| octobre 1944                             | mai 1945                  | Maurice Dapvril            | SFIO              | Président de la Délégation Municipale |
| mai 1945                                 | octobre 1947              | Alfred Stiévenard          |                   | |
| octobre 1947                             | mars 1959                 | Henri Dapvril              |                   | |
| mars 1959                                | décembre 1972             | Maurice Dapvril            | SFIO-PS           | Conseiller général de Douai-Ouest (1967 → 1972) Décédé en fonctions                                                                                              |
| janvier 1973                             | mars 1977                 | Pierre Pruvost             |                   | |
| mars 1977                                | mars 1985                 | René Arquin                | PS                | Démissionnaire |
| avril 1985                               | mars 1989                 | Agnès Moinardeau           |                   | |
| mars 1989                                | En cours (au 2 mars 2019) | Jean-Jacques Peyraud       | DVD puis UMP → LR | Cadre supérieur hospitalier retraité Conseiller régional des Hauts-de-France (2015 → ) Vice-président de Douaisis Agglo (2014 → ) Réélu pour le mandat 2014-2020 |

## Population et société

### Démographie

#### Évolution démographique
L'évolution du nombre d'habitants est connue à travers les recensements de la population effectués dans la commune depuis 1793. Pour les communes de moins de 10 000 habitants, une enquête de recensement portant sur toute la population est réalisée tous les cinq ans, les populations de référence des années intermédiaires étant quant à elles estimées par interpolation ou extrapolation. Pour la commune, le premier recensement exhaustif entrant dans le cadre du nouveau dispositif a été réalisé en 2007.

En 2022, la commune comptait 5 533 habitants, en évolution de −5,84 % par rapport à 2016 (Nord : +0,51 %, France hors Mayotte : +2,11 %).
| 1793 | 1800 | 1806 | 1821 | 1831 | 1836 | 1841 | 1846 | 1851 |
| ---- | ---- | ---- | ---- | ---- | ---- | ---- | ---- | ---- |
| 701  | 687  | 763  | 794  | 916  | 922  | 947  | 954  | 958  |

| 1856 | 1861  | 1866  | 1872  | 1876  | 1881  | 1886  | 1891  | 1896  |
| ---- | ----- | ----- | ----- | ----- | ----- | ----- | ----- | ----- |
| 994  | 1 024 | 1 149 | 1 145 | 1 255 | 1 424 | 1 831 | 2 052 | 2 504 |

| 1901  | 1906  | 1911  | 1921  | 1926  | 1931  | 1936  | 1946  | 1954  |
| ----- | ----- | ----- | ----- | ----- | ----- | ----- | ----- | ----- |
| 2 979 | 3 182 | 4 048 | 3 974 | 5 773 | 6 315 | 6 086 | 6 043 | 6 432 |

| 1962  | 1968  | 1975  | 1982  | 1990  | 1999  | 2006  | 2007  | 2012  |
| ----- | ----- | ----- | ----- | ----- | ----- | ----- | ----- | ----- |
| 6 132 | 6 675 | 6 431 | 5 491 | 5 344 | 5 540 | 5 366 | 5 342 | 5 769 |

| 2017  | 2022  | - | - | - | - | - | - | - |
| ----- | ----- | - | - | - | - | - | - | - |
| 5 856 | 5 533 | - | - | - | - | - | - | - |

#### Pyramide des âges
La population de la commune est relativement jeune.
En 2018, le taux de personnes d'un âge inférieur à 30 ans s'élève à 40,2 %, soit au-dessus de la moyenne départementale (39,5 %). À l'inverse, le taux de personnes d'âge supérieur à 60 ans est de 22,1 % la même année, alors qu'il est de 22,5 % au niveau départemental.
En 2018, la commune comptait 2 798 hommes pour 3 018 femmes, soit un taux de 51,89 % de femmes, légèrement supérieur au taux départemental (51,77 %).
Les pyramides des âges de la commune et du département s'établissent comme suit.
| Hommes | Classe d’âge | Femmes |
| ------ | ------------ | ------ |
| 0,5    | 90 ou +      | 1,8    |
| 5,3    | 75-89 ans    | 9,0    |
| 13,2   | 60-74 ans    | 14,1   |
| 20,2   | 45-59 ans    | 18,1   |
| 19,2   | 30-44 ans    | 18,1   |
| 19,1   | 15-29 ans    | 19,3   |
| 22,5   | 0-14 ans     | 19,7   |

| Hommes | Classe d’âge | Femmes |
| ------ | ------------ | ------ |
| 0,5    | 90 ou +      | 1,4    |
| 5,3    | 75-89 ans    | 8,1    |
| 14,8   | 60-74 ans    | 16,2   |
| 19,1   | 45-59 ans    | 18,4   |
| 19,5   | 30-44 ans    | 18,7   |
| 20,7   | 15-29 ans    | 19,1   |
| 20,2   | 0-14 ans     | 18     |

## Économie et industrie

### Industrie
- Depuis 1974, important site de INGroupe (ex-Imprimerie nationale), consacré aux titres et plateformes sécurisés (env. 600 p. en 2019)[35].

## Culture locale et patrimoine

### Lieux et monuments
- Prieuré de Flers-en-Escrebieux.
- Réserve naturelle régionale du marais de Wagnonville

### Personnalités liées à la commune
- Albert James Dixon (1895 – 1918), sous lieutenant  canadien du 8e squadron de la Royal Naval Air Service, né à Ottawa. Dans le cadre de la Première Guerre mondiale,  il se fait enrôler le 3 décembre 1917 et meurt au combat le 4 janvier 1918 à l'âge de 22 ans à Flers-en-Escrebieux. Il repose aujourd'hui au cimetière de Flers centre[36],[37].
- Marceau Martin (1907 - 1942), résistant  habitant à Flers, communiste de l'Organisation spéciale (OS), arrêté le 29 août 1941 et fusillé le 14 avril 1942 à Wambrechies au fort du Vert-Galant[38].
- Zoé Deprez (1892 -  1979), résistante Francs-tireurs et partisans (FTP),
- Augustin Cachera (1902 - 1945), résistant des Forces françaises de l'intérieur (FFI), déporté à Dora pour faits de résistance[39].

### Le géant
Comme beaucoup de villes dans le Nord, Flers-en-Escrebieux possède son géant depuis le 24 mai 1988, il se prénomme Euch Tondier , il a été conçu par des employés communaux de la ville. Euch Tondier mesure 5,15 m et pèse 140 kg. On trouve également l'orthographe Ch'Tondier.

### Héraldique
|  | Les armes de Flers-en-Escrebieux se blasonnent ainsi : "D'argent au chevron de gueules, accompagné d'un annelet du même en pointe" . |

## Pour approfondir